# 堀内丸恵
堀内 丸恵（ほりうち まるえ、1951年 - ）は、集英社代表取締役会長、漫画編集者。男性。既婚。

## 経歴
1951年、山梨県南都留郡河口湖町（現：富士河口湖町）大石出身。山梨県立吉田高等学校を経て、成蹊大学法学部法律学科を卒業。1975年、集英社に入社。週刊少年ジャンプ編集部に配属。
翌1976年、小林よしのり『東大一直線』と秋本治（当時のペンネームは山止たつひこ）『こちら葛飾区亀有公園前派出所』をいずれも初代担当編集者として連載開始させ、ヒットさせる。特に『こち亀』は人気がなければ即終了というアンケート至上主義をとっている『週刊少年ジャンプ』において、40年間連載して少年誌の最長連載記録を記録。同誌を代表する看板作品の一つとなった。高順位ではなかったものの安定したアンケート獲得は、1970年代 - 1980年代においては打ち切りの基準になったほどだった。
週刊少年ジャンプ編集部では副編集長まで勤めたのち青年誌に異動、『スーパージャンプ』編集長、人事課課長、社長室部次長、第4編集部部長（『週刊ヤングジャンプ』を含む集英社内の全青年漫画誌を統括）や編集総務部部長などを歴任した。
2004年8月役員待遇。2005年8月取締役。2008年8月常務取締役。2010年8月専務取締役。2011年8月25日、代表取締役社長に就任し、2020年8月25日に代表取締役会長に就任。

## 人物
ゴルフは『こち亀』の歴代編集者で大会をやって優勝するくらいの腕前。
2007年には出身の富士河口湖町生涯学習館に、当時発刊されていた『こち亀』の全コミック157巻を寄贈するなど、地域貢献も行っている。

## 秋本と小林と堀内
『週刊少年ジャンプ』では、編集者本人もしくはモデルとなったキャラクターが登場することがあり、堀内もその例に漏れず漫画家からモデルとされ、漫画に登場している。
『こち亀』では初期に実名で何度も登場、それ以外にも「堀内」と名前のついたキャラクターや名前をもじったキャラクターが登場している。6巻では当時山村ビルにあった中野祐介体制の週刊少年ジャンプ編集部に、主人公の両津勘吉が実際に行くエピソードもあり、中野祐介、西村繁男、中野和雄、鳥嶋和彦、根岸忠ら同僚編集者と共に出演している。また、12巻には堀内をモデルにした「堀口」という編集者が漫画の原稿を焚き火で燃やしてしまい、派出所のメンバーで彼を助けるという話がある。
前述の通り、秋本・小林は担当編集が堀内だったこともあって、小林が秋本の仕事場にしばしば来るくらい仲が良かった。仕事中に秋本と小林をストリップに誘い、『こち亀』内で遊ぶことしか考えていないと秋本に冗談を言われていた。他にも当時の週刊少年ジャンプ編集部が入っていた山村ビルの一階にあった喫茶室ルノアール（現在はコンビニエンスストアが入っている）に、学生があまり来ず静かだったため行き付けだったことも、秋本によって明らかにされている。
他にも堀内の家族の夫人の名前や息子の名前も登場するなど、秋本との関わりは深い。『こち亀』7巻（これは単行本発売のたびに審議を進めたのでなく、連載中進めた審議がこの巻数に入っているという意味。以下巻数は全てこの定義で記述する）で夫人の懐妊が判明したことで「赤ちゃん名前募集係」と銘打って名前の読者募集を行い（当時は子供の性別は産まれるまで不明だった）、8巻で名前の2次募集、9巻で募集の結果、堀内、秋本、小林、小林の親友の甲斐よしひろが審査員となって決めた名前を『こち亀』と『東大』で6月に発表することを告知し、『こち亀』10巻で息子誕生と名前の上の漢字、『東大』7巻で下の漢字を発表した。
『東大』では中間テストの順位発表の張り紙にフルネームで出ているほか、随所に脇役で登場しているが、小林作品では同じ編集部の中野和雄やアシスタントの山口豊実の方がエキストラとしての出演頻度が高く、『こち亀』と比べると堀内の出演頻度は一段落ちる。読切作品『竜人寺野サウルス』では主人公の名前にも、堀内丸恵が使われている。
秋本や小林の作品以外では、本宮ひろ志『やぶれかぶれ』に、当時の担当編集者として登場しており、畑違いな政治家への取材交渉などを執り行う敏腕編集者としての側面が描かれていた。

## 参考資料
- 秋本氏と二人三脚…集英社“こち亀”新社長の評判、ZAKZAK、2011年8月11日
- 紙であれ、デジタルであれ、大切なものは書き手と編集者の絆が生む良いコンテンツ、朝日新聞社広告局、2011年11月28日